# Lebesgue-Maß
Das Lebesgue-Maß [ləˈbɛg]  (nach Henri Léon Lebesgue) ist das Maß im euklidischen Raum, das geometrischen Objekten ihren Inhalt (Länge, Flächeninhalt, Volumen …) zuordnet. Es ist ein Spezialfall des Lebesgue-Stieltjes-Maßes und dient zur Konstruktion des Lebesgue-Integrals.

## Hintergrund
Das Lebesgue-Maß ist aus der Sicht der modernen Mathematik der natürliche Begriff für Flächeninhalt und Volumen. Dieses Konzept ist das Endprodukt einer ganzen Reihe von Ideen, die versuchten, Begriffe wie Flächeninhalt und Volumen mathematisch exakt zu fassen. Erst mit dem Lebesgue-Maß kann dieser Prozess als abgeschlossen gelten. Das Lebesgue-Maß ordnet nicht nur einfachen geometrischen Objekten, sondern auch viel allgemeineren Mengen einschließlich aller offenen und abgeschlossenen Mengen einen Inhalt zu. Die Existenz nicht Lebesgue-messbarer Mengen (etwa der Vitali-Mengen) lässt sich nicht-konstruktiv unter Verwendung des Auswahlaxioms beweisen.

## Definition
Das Lebesgue-Borel-Maß auf der Borel-σ-Algebra {\displaystyle {\mathcal {B}}(\mathbb {R} ^{n})} (auch als Borel-Lebesgue-Maß oder nur Borel-Maß bezeichnet) ist das eindeutige Maß {\displaystyle \lambda } mit der Eigenschaft, dass es {\displaystyle n}-dimensionalen Hyperrechtecken ihr {\displaystyle n}-dimensionales Volumen zuordnet:
{\displaystyle \lambda ([a_{1},b_{1}]\times \dotsb \times [a_{n},b_{n}])=(b_{1}-a_{1})\cdot \ldots \cdot (b_{n}-a_{n})}.
Das heißt, es ist das Maß, das Intervallen ihre Länge zuordnet (im Eindimensionalen), Rechtecken ihren Flächeninhalt zuordnet (im Zweidimensionalen), Quadern ihr Volumen zuordnet (im Dreidimensionalen) usw. Durch diese Bedingung wird der Inhalt {\displaystyle \lambda (B)} beliebiger Borel-Mengen eindeutig festgelegt. Die Borel-Mengen werden auch Borel-messbar oder B-messbar genannt. Das Borel-Maß ist bewegungsinvariant und normiert, aber nicht vollständig.
Die Existenz des Lebesgue-Borel-Maßes wurde im Eindimensionalen zum ersten Mal von Émile Borel 1895 bewiesen, eine modernere Konstruktion über den Maßerweiterungssatz geht auf Constantin Carathéodory (1918) zurück.
Das Lebesgue-Maß ist das vollständige Maß {\displaystyle \lambda }, das man aus diesem Maß erhält, wenn man zu {\displaystyle {\mathcal {B}}(\mathbb {R} ^{n})} alle Mengen {\displaystyle A} hinzufügt, die zwischen zwei Borel-Mengen liegen ({\displaystyle B_{1}\subset A\subset B_{2}}), welche denselben Inhalt haben, genauer {\displaystyle \lambda (B_{2}\setminus B_{1})=0}, und so {\displaystyle \lambda (A)} festlegen. Die Mengen, für die das Lebesgue-Maß auf diese Weise definiert ist, heißen Lebesgue-messbar (oder L-messbar). Sie bilden in der Folge die Lebesgue-{\displaystyle \sigma }-Algebra.

## B-messbar und L-messbar
Es lässt sich zeigen, dass die Menge der L-messbaren Mengen {\displaystyle {\mathcal {L}}(\mathbb {R} ^{n})} wesentlich größer als die Menge der B-messbaren Mengen ist:
{\displaystyle \operatorname {card} ({\mathcal {L}}(\mathbb {R} ^{n}))=\operatorname {card} (\operatorname {Pot} (\mathbb {R} ^{n}))=2^{\operatorname {card} (\mathbb {R} ^{n})}=2^{\operatorname {card} (\mathbb {R} )}>\operatorname {card} (\mathbb {R} )=\operatorname {card} (\mathbb {R} ^{n})=\operatorname {card} ({\mathcal {B}}(\mathbb {R} ^{n}))\,,}
wobei {\displaystyle \operatorname {card} } für Kardinalität und {\displaystyle \operatorname {Pot} } für die Potenzmenge einer Menge steht.

## Nullmengen
Mengen, deren Lebesgue-Maß gleich 0 ist, werden Lebesgue-Nullmengen genannt. Abzählbare Mengen wie z. B. die Menge der rationalen Zahlen sind Lebesgue-Nullmengen. Ein Beispiel für eine überabzählbare Lebesgue-Nullmenge ist das Cantorsche Diskontinuum. Gilt eine mathematische Aussage für ein Gebiet mit Ausnahme einer Lebesgue-Nullmenge innerhalb des Gebietes, so sagt man: Die Aussage gilt Lebesgue-fast überall.

## Eigenschaften

Da das Lebesgue-Maß translationsinvariant ist, ist das Lebesgue-Maß von und das gleiche.

Das Lebesgue-Maß ist das Haar-Maß auf der lokalkompakten topologischen Gruppe {\displaystyle \mathbb {R} ^{n}} mit der Addition, die Existenz folgt daher bereits aus der Existenz des Haarmaßes. Insbesondere ist es translationsinvariant, das bedeutet, dass sich das Maß einer Menge unter Translation nicht ändert. Zudem ist es invariant unter Spiegelungen und Drehungen {\displaystyle R}, also sogar invariant unter Isometrien in {\displaystyle \mathbb {R} ^{n}}
{\displaystyle \lambda (x)=\lambda (x_{0}+Rx),\quad R^{T}R=I_{n}.}
Das Lebesgue-Maß ist σ-endlich und regulär.

## Charakterisierung der Lebesgue-Messbarkeit
Eine Teilmenge {\displaystyle A} des {\displaystyle \mathbb {R} ^{n}} ist Lebesgue-messbar genau dann, wenn sie die folgende charakteristische Eigenschaft aufweist:
Zu jeder vorgegebenen Schranke {\displaystyle \varepsilon >0} gibt es im {\displaystyle \mathbb {R} ^{n}} stets eine offene Menge {\displaystyle U} sowie eine abgeschlossene Menge {\displaystyle F} mit
{\displaystyle F\subseteq A\subseteq U} und {\displaystyle \lambda ^{n}(U\setminus F)<\varepsilon }.

## Konstruktion des Lebesgue-Maßes
Eine mögliche Definition des Lebesgue-Maßes ist die Konstruktion von Carathéodory. Sei {\displaystyle {\mathcal {D}}} die Menge der dyadischen Elementarzellen und {\displaystyle \operatorname {vol} (A_{i})} das Volumen von {\displaystyle A_{i}}; da diese Mengen nur aus Produkten von Intervallen bestehen, definiert man das Volumen einfach als Produkt der einzelnen Seitenlängen. {\displaystyle {\mathcal {D}}} ist ein Halbring und {\displaystyle \operatorname {vol} } ein {\displaystyle \sigma }-endlicher Inhalt, also ein Prämaß. Dieses Prämaß wird auch das Lebesguesche Prämaß genannt. Nach dem Maßerweiterungssatz von Carathéodory lässt es sich eindeutig zu einem Maß auf der erzeugten {\displaystyle \sigma }-Algebra, das sind gerade die Borel-Mengen, fortsetzen. Diese Fortsetzung ist das Lebesgue-Borel-Maß.
Konkret lässt sich der Beweis wie folgt führen (der Beweis des allgemeinen Maßerweiterungssatzes geht in den wesentlichen Punkten analog): Für eine gegebene Menge {\displaystyle A\subseteq \mathbb {R} ^{n}} definiert man
{\displaystyle \lambda ^{*}(A):=\inf \left\{\sum _{i\geq 1}\operatorname {vol} (A_{i}):A\subseteq \bigcup _{i\geq 1}A_{i},\ A_{i}\in {\mathcal {D}}\right\}}.
Die Funktion {\displaystyle \lambda ^{*}} ist auf der gesamten Potenzmenge {\displaystyle {\mathcal {P}}(\mathbb {R} ^{n})} definiert und ein metrisches äußeres Maß, jedoch kein Maß. Um zu einem Maß zu kommen, kann man wie folgt von der Potenzmenge zu einem kleineren Mengensystem übergehen.
Eine Menge {\displaystyle A\in {\mathcal {P}}(\mathbb {R} ^{n})} ist {\displaystyle \lambda ^{*}}-messbar, wenn für alle {\displaystyle B\in {\mathcal {P}}(\mathbb {R} ^{n})} gilt:
{\displaystyle \lambda ^{*}(B)=\lambda ^{*}(A\cap B)+\lambda ^{*}(B\setminus A)}
(siehe Messbarkeit nach Carathéodory).
Alle bezüglich {\displaystyle \lambda ^{*}} messbaren Mengen aus {\displaystyle {\mathcal {P}}(\mathbb {R} ^{n})} bilden eine σ-Algebra {\displaystyle {\mathcal {A}}} und {\displaystyle \lambda ^{*}} darauf ein Maß, d. h., {\displaystyle \lambda :=\lambda ^{*}\vert _{\mathcal {A}}} ist ein Maß.